# قائمة سفراء دولة فلسطين لدى التشيك

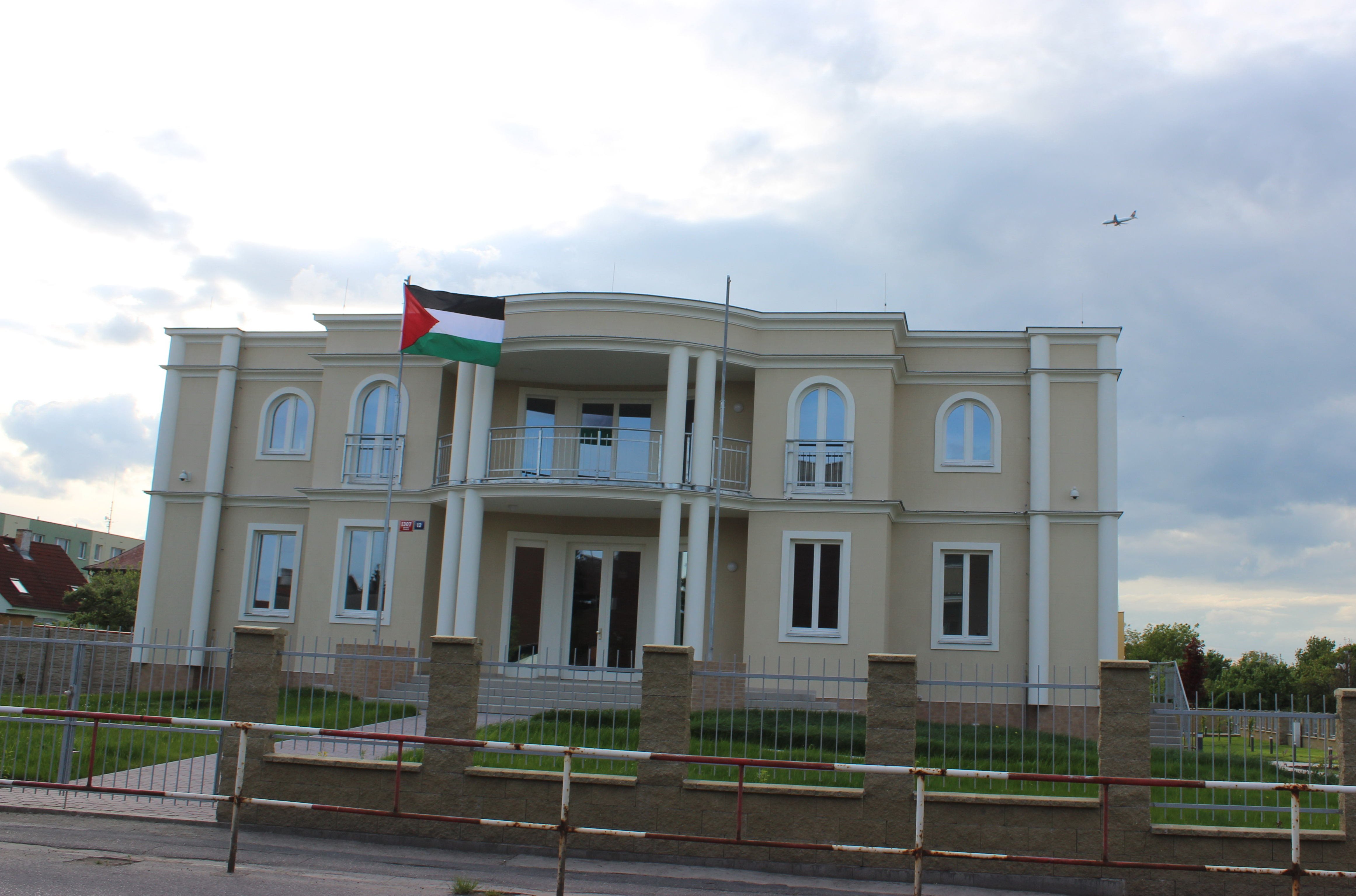
مقر السفارة الفلسطينية في براغ

سفير دولة فلسطين لدى التشيك هو ممثل دولة فلسطين الرسمي لدى جمهورية التشيك. يقع مقر السفارة في براغ. بدأت العلاقات الدبلوماسية بين البلدين في عام 1976 عندما افتتحت منظمة التحرير الفلسطينية مكتبًا لها في براغ عاصمة جمهورية تشيكوسلوفاكيا.

## قائمة السفراء
| رئيس البعثة الدبلوماسية | تاريخ الاعتماد الدبلوماسي | تاريخ الانتهاء      | رئيس دولة فلسطين | رئيس التشيك   | ملاحظات                                                       |
| --- | ------------------------- | ------------------- | ---------------- | ------------- | ------------------------------------------------------------- |
| تأسس مكتب ممثلية منظمة التحرير الفلسطينية في براغ عاصمة تشيكوسلوفاكيا عام 1976، وفي عام 1988 تحول إلى سفارة دولة فلسطين لدى جمهورية تشيكوسلوفاكيا وبعد تفكك تشيكوسلوفاكيا عام 1993، أصبحت سفارة دولة فلسطين لدى التشيك |                           |                     |                  |               |                                                               |
| سميح عبد الفتاح | ديسمبر 1988               |                     | ياسر عرفات       | غوستاف هوساك  | [ 3 ]                                                         |
| محمد سلايمة | 21 مارس 2006              | 2013                | محمود عباس       | فاتسلاف كلاوس | [ 4 ] [ 5 ]                                                   |
| جمال الجمل | 11 أكتوبر 2013            | 1 يناير 2014 (تُوفي) | محمود عباس       | فاتسلاف كلاوس | في 1 يناير 2014، توفي السفير بعد انفجار حدث في منزله في براغ. |
| جاد الله سباتين (قائم بالأعمال) | يناير 2014                | أكتوبر 2014         | محمود عباس       | ميلوش زيمان   |                                                               |
| خالد الأطرش | أكتوبر 2014               | أبريل 2025          | محمود عباس       | ميلوش زيمان   | كان سفيرًا لدولة فلسطين لدى البوسنة والهرسك.                   |
| فؤاد كوكالي | 13 مايو 2025              | لا يزال             | محمود عباس       | بيتر بيفل     |                                                               |